# Världscupen i längdåkning 1988/1989
Världscupen i längdåkning 1988/1989 inleddes i La Féclaz i Frankrike den 10 december 1988 och avslutades i Falun i Sverige den 12 mars 1989. Vinnare av totala världscupen blev Gunde Svan från Sverige på herrsidan och Jelena Välbe från Sovjetunionen på damsidan.

## Tävlingskalender

### Herrar
| Placering | Datum                          | Plats       | Distans                                     | Etta                                        | Tvåa                                        | Trea                                        |
| --------- | ------------------------------ | ----------- | ------------------------------------------- | ------------------------------------------- | ------------------------------------------- | ------------------------------------------- |
| 1.        | 10 december 1988               | Ramsau      | 15 kilometer fristil                        | Torgny Mogren                               | Gunde Svan                                  | Uwe Bellmann                                |
| 2.        | 11 december 1988               | Ramsau      | Stafett 4 × 10 kilometer                    | -                                           | -                                           | -                                           |
| 3.        | 14 december 1988               | Bohinj      | 30 kilometer fristil                        | Gunde Svan                                  | Torgny Mogren                               | Pål Gunnar Mikkelsplass                     |
| 4.        | 17 december 1988               | Val di Sole | 15 kilometer łączony                        | Gunde Svan                                  | Torgny Mogren                               | Pål Gunnar Mikkelsplass                     |
| 5.        | 7 januari 1989                 | Kavgolovo   | 15 kilometer klassisk stil                  | Vegard Ulvang                               | Pål Gunnar Mikkelsplass                     | Vladimir Smirnov                            |
| 6.        | 8 januari 1989                 | Kavgolovo   | Stafett 4 x 10 kilometer                    | -                                           | -                                           | -                                           |
| 7.        | 13 januari 1989                | Nové Město  | 15 kilometer fristil                        | Gunde Svan                                  | Pål Gunnar Mikkelsplass                     | Vegard Ulvang                               |
| 8.        | 15 januari 1989                | Nové Město  | 30 kilometer klassisk stil                  | Gunde Svan                                  | Pål Gunnar Mikkelsplass                     | Holger Bauroth                              |
| VM        | 17 februari - 26 februari 1989 | Lahtis      | Världsmästerskapen i nordisk skidsport 1989 | Världsmästerskapen i nordisk skidsport 1989 | Världsmästerskapen i nordisk skidsport 1989 | Världsmästerskapen i nordisk skidsport 1989 |
| 9.        | 4 mars 1989                    | Oslo        | 50 kilometer fristil                        | Vegard Ulvang                               | Holger Bauroth                              | Torgny Mogren                               |
| 10.       | 5 mars 1989                    | Oslo        | Stafett 4 x 10 kilometer                    | -                                           | -                                           | -                                           |
| 11.       | 11 mars 1989                   | Falun       | 30 kilometer fristil                        | Lars Håland                                 | Torgny Mogren                               | Vegard Ulvang                               |
| 12.       | 12 mars 1989                   | Falun       | Stafett 4 x 10 kilometer                    | -                                           | -                                           | -                                           |

### Damer
| Placering | Datum                          | Plats       | Distans                                     | Etta                                        | Tvåa                                        | Trea                                        |
| --------- | ------------------------------ | ----------- | ------------------------------------------- | ------------------------------------------- | ------------------------------------------- | ------------------------------------------- |
| 1.        | 10 december 1988               | La Féclaz   | 5 kilometer fristil                         | Alžběta Havrančíková                        | Tamara Tichonova                            | Jelena Välbe                                |
| 2.        | 11 december 1988               | La Féclaz   | Stafett 4 × 5 kilometer                     | -                                           | -                                           | -                                           |
| 3.        | 14 december 1988               | Campra      | 15 kilometer fristil                        | Jelena Välbe                                | Alžběta Havrančíková                        | Larisa Lazutina                             |
| 4.        | 17 december 1988               | Davos       | 10 kilometer klassisk stil                  | Julia Sjamsjurina                           | Pirkko Määttä                               | Jelena Välbe                                |
| 5.        | 18 december 1988               | Davos       | Stafett 4 x 5 kilometer                     | -                                           | -                                           | -                                           |
| 6.        | 7 januari 1989                 | Kavgolovo   | 15 kilometer klassisk stil                  | Jelena Välbe                                | Svetlana Nagejkina                          | Trude Dybendahl                             |
| 7.        | 8 januari 1989                 | Kavgolovo   | Stafett 4 x 5 kilometer                     | -                                           | -                                           | -                                           |
| 8.        | 13 januari 1989                | Klingenthal | 10 kilometer klassisk stil                  | Marianne Dahlmo                             | Manuela Di Centa                            | Anne Jahren                                 |
| 9.        | 15 januari 1989                | Klingenthal | 30 kilometer fristil                        | Alžběta Havrančíková                        | Gabriele Hess                               | Marianne Dahlmo                             |
| VM        | 17 februari - 26 februari 1989 | Lahtis      | Världsmästerskapen i nordisk skidsport 1989 | Världsmästerskapen i nordisk skidsport 1989 | Världsmästerskapen i nordisk skidsport 1989 | Världsmästerskapen i nordisk skidsport 1989 |
| 10.       | 4 mars 1989                    | Oslo        | 2 x 10 kilometer łączony                    | Marja-Liisa Kirvesniemi                     | Tamara Tichonova                            | Anne Jahren                                 |
| 11.       | 11 mars 1989                   | Falun       | 15 kilometer fristil                        | Jelena Välbe                                | Tamara Tichonova                            | Manuela Di Centa                            |
| 12.       | 12 mars 1989                   | Falun       | Stafett 4 x 5 kilometer                     | -                                           | -                                           | -                                           |

## Slutställning

### Herrar
| Placering | Namn                    | Land          | Total Poäng |
| --------- | ----------------------- | ------------- | ----------- |
| 1         | Gunde Svan              | Sverige       | 170         |
| 2         | Vegard Ulvang           | Norge         | 154         |
| 3         | Torgny Mogren           | Sverige       | 140         |
| 4         | Pål Gunnar Mikkelsplass | Norge         | 134         |
| 5         | Vladimir Smirnov        | Sovjetunionen | 74          |
| 6         | Lars Håland             | Sverige       | 67          |
| 7         | Holger Bauroth          | Östtyskland   | 57          |
| 8         | Christer Majbäck        | Sverige       | 46          |
| 9         | Uwe Bellmann            | Östtyskland   | 45          |
| 10        | Aleksej Prokurorov      | Sovjetunionen | 43          |
| 10        | Terje Langli            | Norge         | 43          |

### Damer
| Placering | Namn                        | Land            | Total Poäng |
| --------- | --------------------------- | --------------- | ----------- |
| 1         | Jelena Välbe                | Sovjetunionen   | 167         |
| 2         | Alžbéta Havrančiková        | Tjeckoslovakien | 105         |
| 3         | Tamara Tichonova            | Sovjetunionen   | 93          |
| 4         | Manuela Di Centa            | Italien         | 91          |
| 5         | Larisa Lazutina             | Sovjetunionen   | 89          |
| 6         | Marja-Liisa Kirvesniemi     | Finland         | 87          |
| 7         | Marianne Dahlmo             | Norge           | 81          |
| 8         | Julia Sjamsjurina Stepanova | Sovjetunionen   | 75          |
| 9         | Pirkko Määttä               | Finland         | 62          |
| 10        | Anne Jahren                 | Norge           | 60          |